# US Open 2010/Herrendoppel-Rollstuhl
Das Herrendoppel (Rollstuhl) der US Open 2010 war ein Rollstuhltenniswettbewerb in New York City und fand vom 9. bis zum 12. September statt.
Vorjahressieger waren Stéphane Houdet und Stefan Olsson. 

## Setzliste
| Nr. | Paarung                        | Erreichte Runde |
| --- | ------------------------------ | --------------- |
| 01. | Robin Ammerlaan Shingo Kunieda | Halbfinale      |
| 02. | Stéphane Houdet Stefan Olsson  | Halbfinale      |

## Hauptrunde
Zeichenerklärung
- Q = Qualifikant
- WC = Wildcard
- LL = Lucky Loser
- ITF = qualifiziert über ITF-Ranking
- ALT = alternate (Ersatz)
- PR = Protected Ranking
- SE = Special Exempt
- r = retired (Aufgabe)
- d = Disqualifikation
- w.o. = walkover
- [ ] = Match-Tie-Break

|  | Halbfinale | Halbfinale                     | Halbfinale | Halbfinale | Halbfinale |  |  | Finale | Finale                       | Finale | Finale | Finale |
|  |            |                                |            |            |            |  |  |        |                              |        |        |        |
|  |            |                                |            |            |            |  |  |        |                              |        |        |        |
|  | 1          | Robin Ammerlaan Shingo Kunieda |            |            |            |  |  |        |                              |        |        |        |
|  |            | Nicolas Peifer Jon Rydberg     | w.o.       |            |            |  |  |        |                              |        |        |        |
|  |            |                                |            |            |            |  |  |        | Nicolas Peifer Jon Rydberg   | 0      | 0      |        |
|  |            |                                |            |            |            |  |  |        | Maikel Scheffers Ronald Vink | 6      | 6      |        |
|  |            | Maikel Scheffers Ronald Vink   | 6          | 6          |            |  |  |        |                              |        |        |        |
|  | 2          | Stéphane Houdet Stefan Olsson  | 2          | 1          |            |  |  |        |                              |        |        |        |
|  |            |                                |            |            |            |  |  |        |                              |        |        |        |